# ニューブリーズ号
ニューブリーズ号（ニューブリーズごう 英称:New breeze）とは、東京都千代田区と広島県広島市を結んでいた夜行高速バスである。
この項目では、東京都江東区・千代田区と広島県広島市・山口県宇部市を結んでいた季節運行バス「特別便」、現在も東京都千代田区と岡山県岡山市・広島県広島市を結ぶ「青春ドリーム岡山・広島号」及び2024年11月より運行開始の「グランドリームエクスプレス広島号」についても記述する。

## 概要
「ニューブリーズ号」の運行開始当初は、小田急バス・広島電鉄とジェイアールバス関東・JRバス中国がそれぞれ別の路線免許を取得し、毎日双方から1台ずつで同時刻に2台が運行、運賃は4社分合わせてプール精算制という形を採っていた。これは路線免許出願時に競願となり、運輸省（現・国土交通省）の指導により調整を行った結果である。このため、路線開設の報道の中には実質的には1日1往復であったにもかかわらず「1日2往復」というものもあった。
2008年6月1日出発便を以て広島電鉄が、また同月30日出発便を以てジェイアールバス関東がそれぞれ撤退し、その後は小田急シティバス（2022年1月1日より小田急ハイウェイバス）と中国ジェイアールバスの2社による運行となった。2011年12月1日より毎日1往復（1号・2号）の運行となり、直行便の3号・4号は季節運行となった。
小田急シティバスの高速路線で唯一新宿駅発着でない路線であったが、2011年12月1日の改正より新宿駅西口（乗車場所はスバルビル前、降車場所は小田急ハルク前）に停車するようになった（上り便の霞が関停車は廃止）。2016年4月4日の改正より、新宿地区の停留所はバスタ新宿に変更された。
2018年2月1日のダイヤ改正により、季節運行便の広島バスセンター - 呉駅間が廃止された。
新高速バス（旧ツアーバス）の参入により路線需要が減退したほか、新型コロナウイルス感染拡大や乗務員不足の影響などもあり、「ニューブリーズ号」は2023年3月31日をもって廃止。広島 - 東京間の路線はドリーム岡山・広島号（後述）が継続して運行される。
乗車チケットは、インターネットの会員制予約サイトである「高速バスネット」や「発車オ〜ライネット」などで予約・購入可能であった。「高速バスネット」ではネット割引、事前購入割引（席数限定）の特典があった。
なお、「ニューブリーズ号」の運行開始当時は日本最長距離を走行する高速バスであった。運行開始間もない頃、TBS系列の番組『そこが知りたい』の企画「各駅停車路線バスの旅」九州縦断編が放送された時は、往路の東京 - 広島間の移動で当路線が紹介された。また、『夕凪の街 桜の国』には当時運行されていた広島電鉄担当便のエアロクイーンが登場し、実写版では東京駅にて広島電鉄保有のエアロキング車内でロケが行われた。1便2台の運行形態が演出に活かされている。

## 歴史

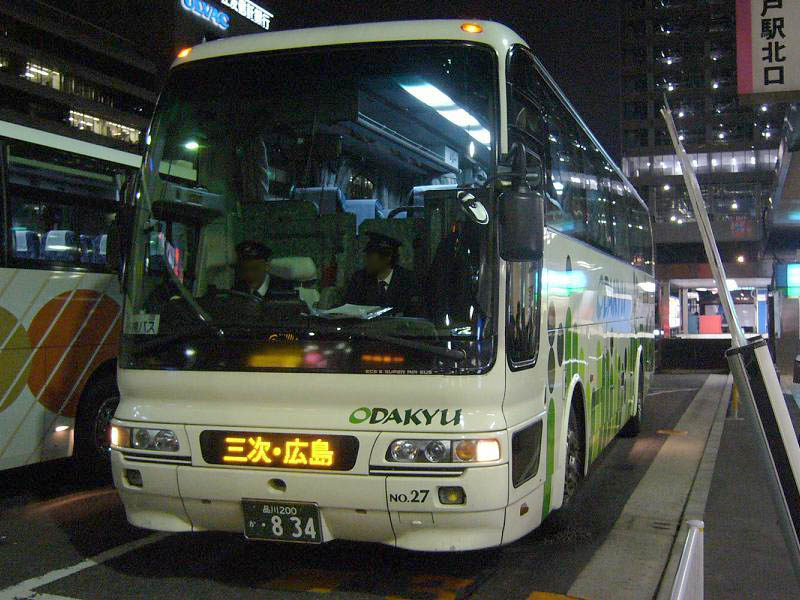
かつては三次経由で運行していた（2006年撮影）

- 1989年（平成元年）3月17日 - 運行開始[5]。1日1往復（1便2台運行）、中国自動車道（三次駅）経由。
- 1990年（平成2年）9月1日 - バス停追加（千代田・広島北インター）[6]。
- 1994年（平成6年）1月20日 - バス停追加（沼田PA）[7]。
- 2003年（平成15年）12月12日 - 山陽自動車道経由便を新設（中国自動車道経由便と合わせ1日2往復に増便）。中筋駅に停車。中国自動車道経由の沼田PAを通過に変更。
- 2004年（平成16年）2月27日 - 広島電鉄が2階建てバスを導入（この車両は広島 - 松江間のグランドアローや、倉敷アウトレットモール便で使用した後に引退）。
- 2007年（平成19年）12月1日 - 東京駅の降車場所を八重洲南口から日本橋口に変更。
- 2008年（平成20年）
  - 6月1日 - この日の広島出発便を以て広島電鉄が運行から撤退。
  - 6月30日 - この日の広島出発便を以てJRバス関東が運行から撤退。同時に広島電鉄・備北交通での乗車券の予約・販売を中止。
  - 7月1日 - 山陽自動車道経由便を伊勢湾岸自動車道・新名神高速道路経由に変更すると共に、停車停留所に西条駅を追加。
- 2009年（平成21年）7月1日 - 中国自動車道経由便を廃止し、山陽自動車道経由便を1日2往復に増便（直行便 <小田急シティバス担当> ・西条経由便 <中国JRバス担当> 各1往復）。停車停留所に広大中央口・大学会館前（以上西条経由便のみ）・不動院を追加[8]。代替措置としていわみエクスプレスの経由地に庄原IC・三次駅・千代田ICを追加。
- 2011年（平成23年）12月1日 - 定期運行便が1日1往復（1号・2号）に減便され、直行便は季節運行便（3号・4号）となる。新宿駅西口への停車を開始し、霞が関・中筋駅・不動院の各バス停を廃止。これにより、広島市内の経路が変更となり、広島バスセンター・広島駅新幹線口の停車順序が変更となる。
- 2012年（平成24年）4月27日 - 季節運行便（3号・4号）が広島バスセンターから延長する形でJR呉線の呉駅発着とる。
- 2016年（平成28年）4月4日 - ダイヤ改正。新宿駅西口に代わってバスタ新宿への乗り入れを開始[1][9]。
- 2018年（平成30年）
  - 2月1日 - ダイヤ改正。季節運行便の広島バスセンター - 呉駅間が廃止。
  - 8月2日 - 平成30年7月豪雨の災害復旧のため、中国JRバス担当便をJRバス関東が代替運行開始[10]。代替運行は同年11月30日出発便まで[11]。
- 2019年（令和元年）
  - 6月30日 - この日の運行を最後に小田急シティバス担当便でのドリンクサービスが終了[12]。
  - 10月1日 - 消費税率改定に伴い、運賃を改定[13]。
- 2020年（令和2年）
  - 4月8日 - 新型コロナウイルスの影響による需要の減少に伴い、この日の出発便から当面の間運休[14][15]。
  - 7月31日 - この日の出発便より運行を再開[16]。
  - 9月1日 - この日の出発便より再び運休[16][17]。
  - 12月4日 - この日の出発便より自社による運行を再開。
- 2021年（令和3年）
  - 1月13日 - 新型コロナウイルスの感染症拡大防止のため、この日の出発便から当面の間再度運休。
  - 7月8日 - この日の出発便より運行再開。
  - 10月1日 - この日の出発便より当面の間運休[18]。
  - 11月4日 - この日の出発便より週末（木曜日 - 日曜日出発）限定で運行再開（同年12月1日出発便より毎日運行予定）[19][20]。
- 2022年（令和4年）
  - 1月1日 - 小田急系バス会社統合により、小田急シティバス運行便は小田急ハイウェイバスに移管された。
  - 2月1日 - 新型コロナウイルスまん延防止措置のため、この日の出発便より2月28日まで運休。
  - 12月2日 - この日の出発便より一部便の運行を再開。
- 2023年（令和5年）4月1日 - 新型コロナウイルスおよび乗務員不足の影響により廃止[3][4]。

## 廃止時点での運行会社
定期運行便は両社が交互に担当していた。両社ともに2名乗務であった。
- 小田急ハイウェイバス（世田谷営業所）
- 中国ジェイアールバス（広島支店）

### 過去の運行会社
- ジェイアールバス関東
  - 東京支店が担当
  - 2008年6月30日出発便を以て撤退。路線撤退後は東京側での運行支援および発券業務のみ担当
  - 2018年8月2日より、平成30年7月豪雨の災害復旧のため、当面の間（同年11月30日出発便まで[11]）中国JRバス担当便を代替運行した[10]
- 広島電鉄（2008年6月1日出発便を以て撤退）
  - バスカンパニー郊外バス・地域輸送グループ広島北営業課が担当
  - 三次市での予約・発券業務は2008年6月30日出発分まで広電グループの備北交通が担当
- 小田急シティバス
  - 2021年12月31日をもって小田急箱根高速バスと経営統合し、小田急ハイウェイバスとなる。

## 運行経路・停車停留所
東京都内および広島県内のみの利用不可。

### 定期運行便（1号・2号）
東京駅 - バスタ新宿 - （首都高速中央環状線） - （東名高速道路） - （伊勢湾岸自動車道） - （東名阪自動車道） - （新名神高速道路） - （名神高速道路） - （中国自動車道） - （山陽自動車道） - （西条IC） - （国道375号） - 西条駅 - 広大中央口 - 大学会館前 - （国道375号） - （西条IC） - （広島東IC） - （広島高速1号線） - （広島県道70号広島中島線） - 広島駅新幹線口 - （城南通り） - 広島バスセンター

### 季節運行便（3号・4号）
東京駅 - バスタ新宿 - （首都高速中央環状線） - （東名高速道路） - （伊勢湾岸自動車道） - （東名阪自動車道） - （新名神高速道路） - （名神高速道路） - （中国自動車道） - （山陽自動車道） - （広島東IC） - （広島高速1号線） - （広島県道70号広島中島線） - 広島駅新幹線口 - （城南通り） - 広島バスセンター
- 太字は停車停留所。
- 広島行は足柄SA（東名・静岡県）・東京行は福山SA（山陽道・広島県）で休憩あり。このほか乗務員交代のために数か所停車する。
- 東京駅は八重洲南口発、日本橋口着。
- 臨時続行便はバスタ新宿を通過[21]。
- 1号・2号はともに広大中央口 → 大学会館前の順に停車。

### 過去の運行経路
中国自動車道経由便
2009年7月1日廃止時点における経路は以下のとおりであった。
東京都千代田区内 - 霞が関出入口 - 首都高速都心環状線 - 首都高速3号渋谷線 - 東名高速道路 - 名神高速道路 - 中国自動車道 - 三次IC - 国道375号 - 三次市内 - 国道375号 - 三次IC - 中国自動車道 - 広島自動車道 - 山陽自動車道 - 広島IC - 国道54号 - 広島市内
季節運行便（広島バスセンター - 呉駅間）
2018年2月1日廃止時点における経路は以下のとおりであった（太字は停車停留所）。
広島バスセンター - （国道54号・鯉城通り） - （国道2号） - （広島呉道路） - 呉駅

## 運行回数
- いずれも夜行便。
  - 定期運行便1日1往復（西条経由）・季節運行便1日1往復（直行便）。

## 車両
- 小田急ハイウェイバスは、原則としてスーパーハイデッカー車（三菱ふそう・エアロクィーン、日野・セレガ）。
- 中国JRバスは、原則1号車は「グランドリーム号」仕様のいすゞ・ガーラハイデッカー車で運行。2号車以降及び検査時はガーラもしくは三菱ふそう・エアロクィーン（スーパーハイデッカー車）が使用されていた。
  - 各社とも独立3列シート車で運行するが、概ね3号車以降の続行便は4列シート車を使用する場合があった。

### 過去の使用車両
- 2008年6月まで運行していたJRバス関東と広島電鉄は原則として三菱ふそう・エアロキング（広島電鉄は2004年2月27日から）を使用していた。但し続行便は三菱ふそう・エアロクィーンなどのスーパーハイデッカー車を使用していた。また、JRバス関東はかつてボルボ・アステローペを使用していた時期があった。
- 広島電鉄の貸切バスは、広電観光の貸切バス事業廃止以降広島西営業課（現・江波営業課、市内線を担当）に数台保有するのみである。そのうち純粋な貸切仕様車は1台しか在籍していない上、2007年に車両代替が行われるまで保有していた貸切仕様車は排ガス規制の関係で東京都内へ運行出来ない日野・ブルーリボンフルデッカであった。このため、続行便は原則として広島北営業課の予備車を使用していたが、車検などで車両が手配できない場合は小田急シティバスが続行便を運行していた。

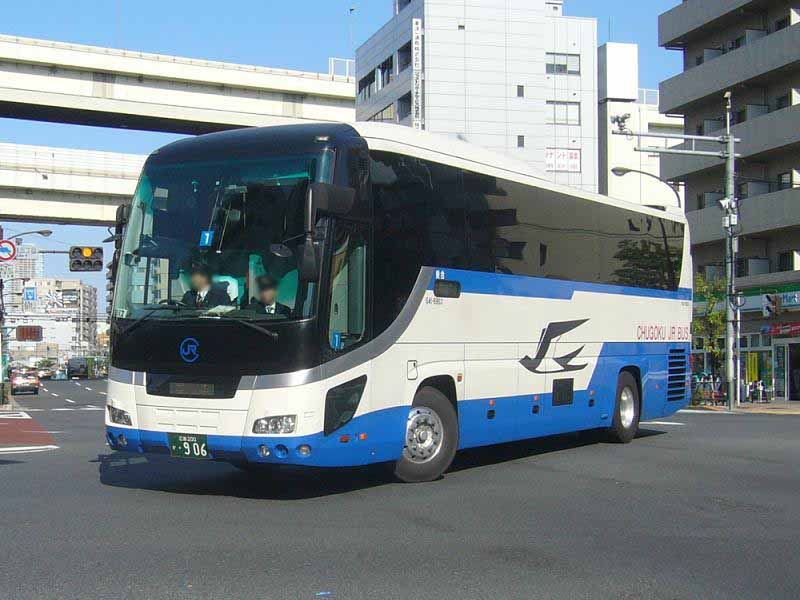
ニューブリーズ号 （中国JRバス）
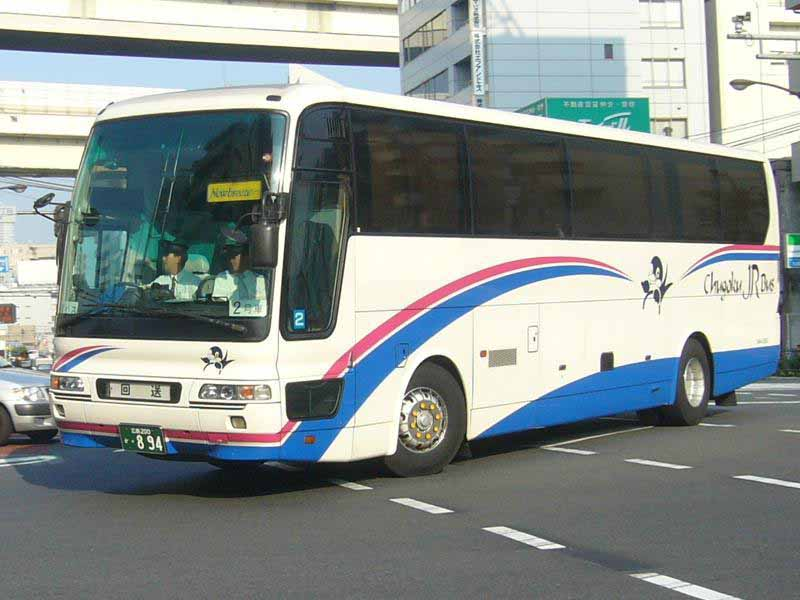
ニューブリーズ号 （中国JRバス） 中国JR独自塗色
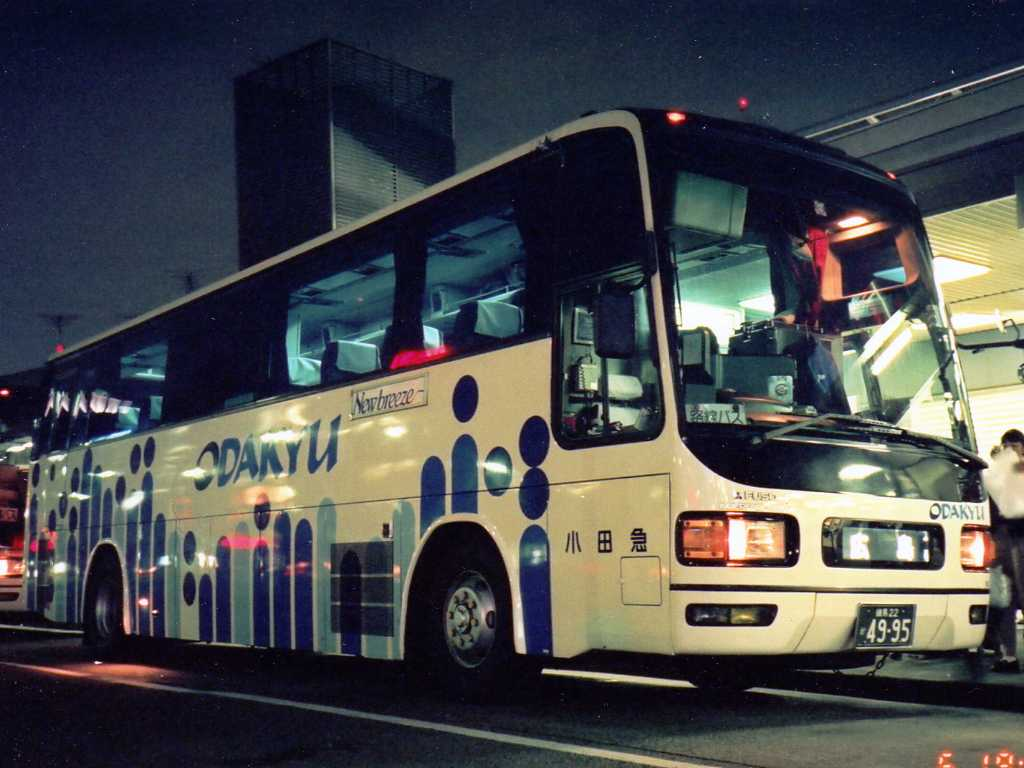
ニューブリーズ号 （小田急バス） 初期の車両
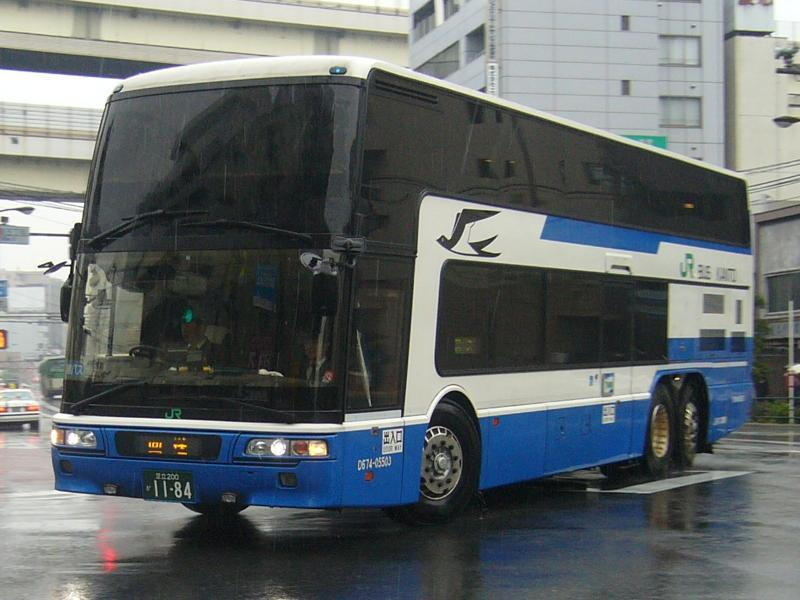
ニューブリーズ号 （JRバス関東）
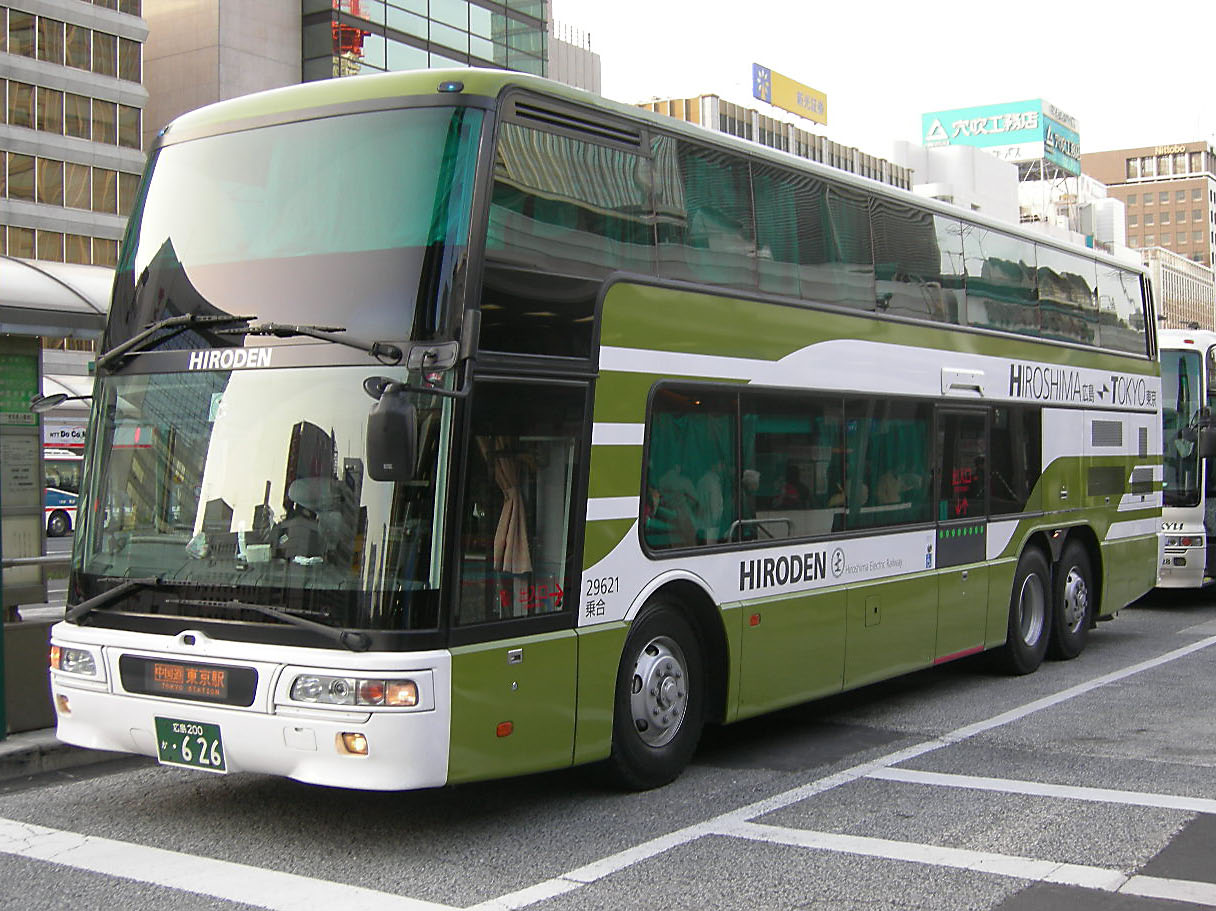
ニューブリーズ号 （広島電鉄）
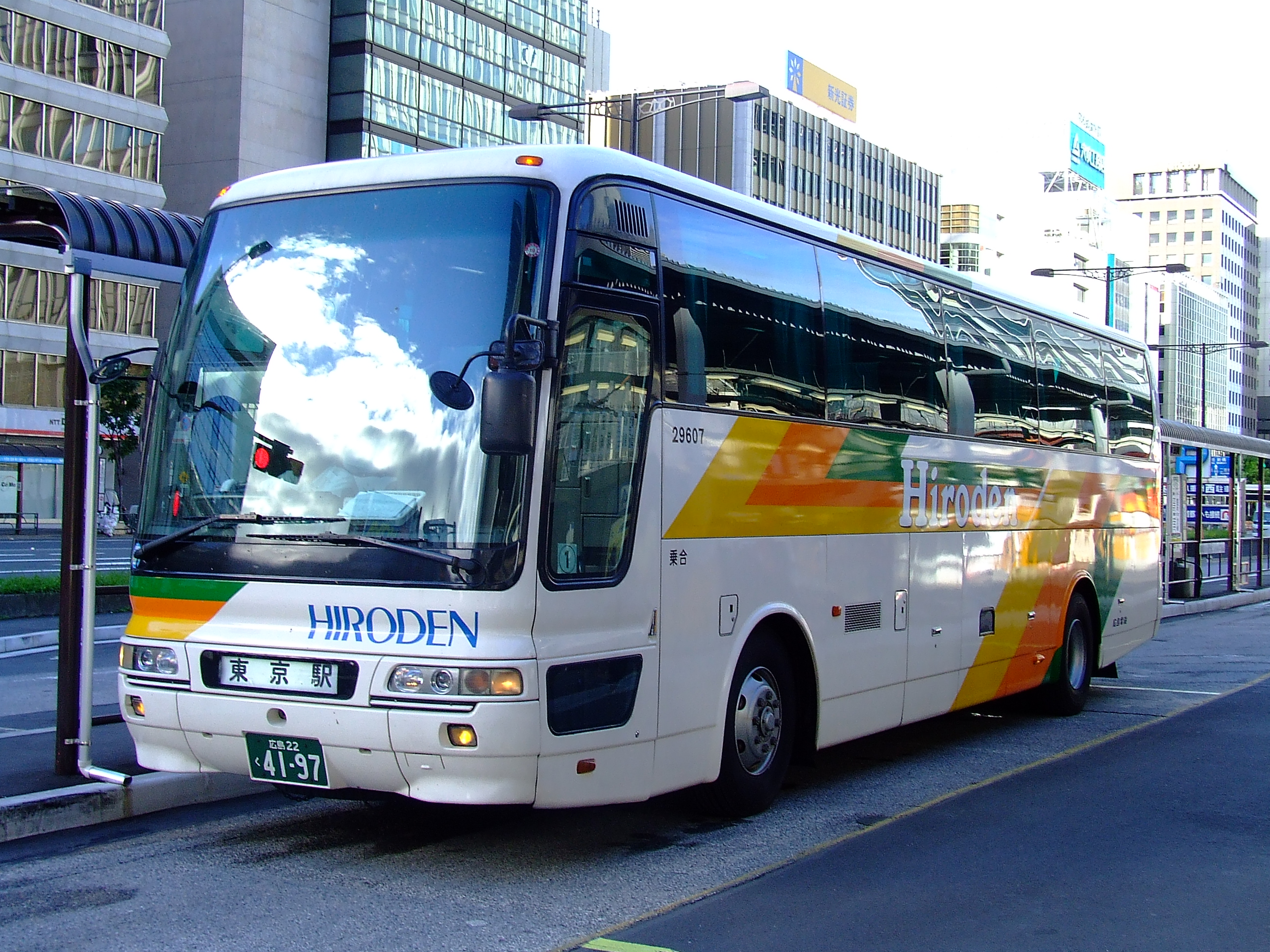
ニューブリーズ号 （広島電鉄） スーパーハイデッカーによる代走

### 車内設備
- 3列独立シート
- 電源コンセントまたはUSBポート
- トイレ
- 無線LAN（中国JRバス担当便）

この他、小田急担当便のみテレビ放送・おしぼりのセルフサービスが行われている。

## 特別便

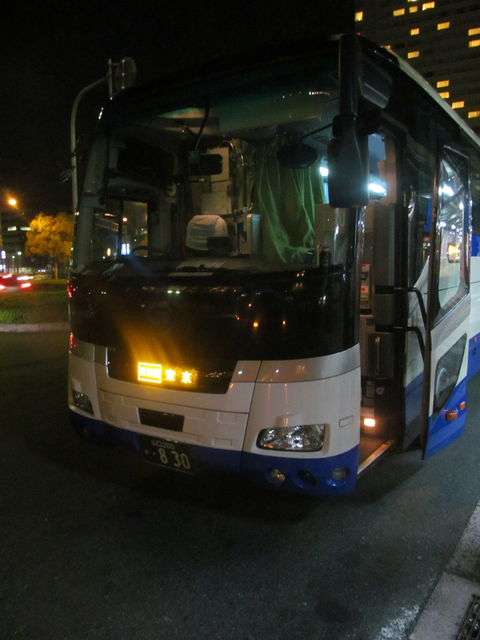
中国JRバス 特別便 東京行

元々は中国JRバスが高速ツアーバス対抗策として多客期に廉価版タイプの臨時夜行高速バスを広島駅 - 東京駅・新木場駅間で仕立ててきたものを、2011年7月20日から多客期に定例的に運行することにしたもの。特別な愛称は設けられておらず、単に「特別便」の名称で案内されていた。広島・山口側の事業者のみで運行されるため、運行期間初日の東京発と運行期間最終日の山口発は運行されなかった。
なお、この「特別便」は2014年4月24日 - 2014年5月7日 を最後に運行はされておらず、運行会社のウェブサイトからも記述が削除されている。

### 特別便の運行会社
- JRバス中国
  - 広島支店と山口支店が担当。山口支店所属の車両で運行されるが、乗務員は2支店混合となる場合がある。
  - 新木場駅・東京駅 - 広島駅新幹線口間は2名乗務、広島駅新幹線口 - 宇部新川駅間は1名乗務で運行。[23]
- 防長交通[24]
  - 防府営業所が担当。全区間2名乗務。

### 特別便の運行経路・停車停留所
新木場駅 - 東京駅 - 霞が関 - （首都高速中央環状線・東名高速道路・伊勢湾岸自動車道・東名阪自動車道・新名神高速道路・名神高速道路・中国自動車道・山陽自動車道） - 広島東IC - （広島高速1号線・広島県道70号広島中島線） - 広島駅新幹線口 - 広島バスセンター - （山陽自動車道） - 山口大学前 - 新山口駅新幹線口 - （山口宇部道路・国道190号） - ときわ公園入口 - 宇部新川駅
- 太字は停車停留所。
- 東京駅は八重洲南口発、日本橋口着。
- 新木場駅・霞が関は東京行のみ停車。
- 新木場駅 - 霞が関間および広島駅新幹線口 - 宇部新川駅間のみの乗車は不可。ただし、運行時期によっては広島県内 - 山口県内での乗車も可能だった（同一県内のみの利用は不可）。

### 特別便の使用車両
- 中国JRバスは、いすゞ・ガーラハイデッカー
- 防長交通は、日野・セレガハイデッカー

が主に使用されていた。
特別便の車内設備
- 4列シート
- トイレなし
- 女性専用席有り
- 前方カーテン

## 青春ドリーム岡山・広島号

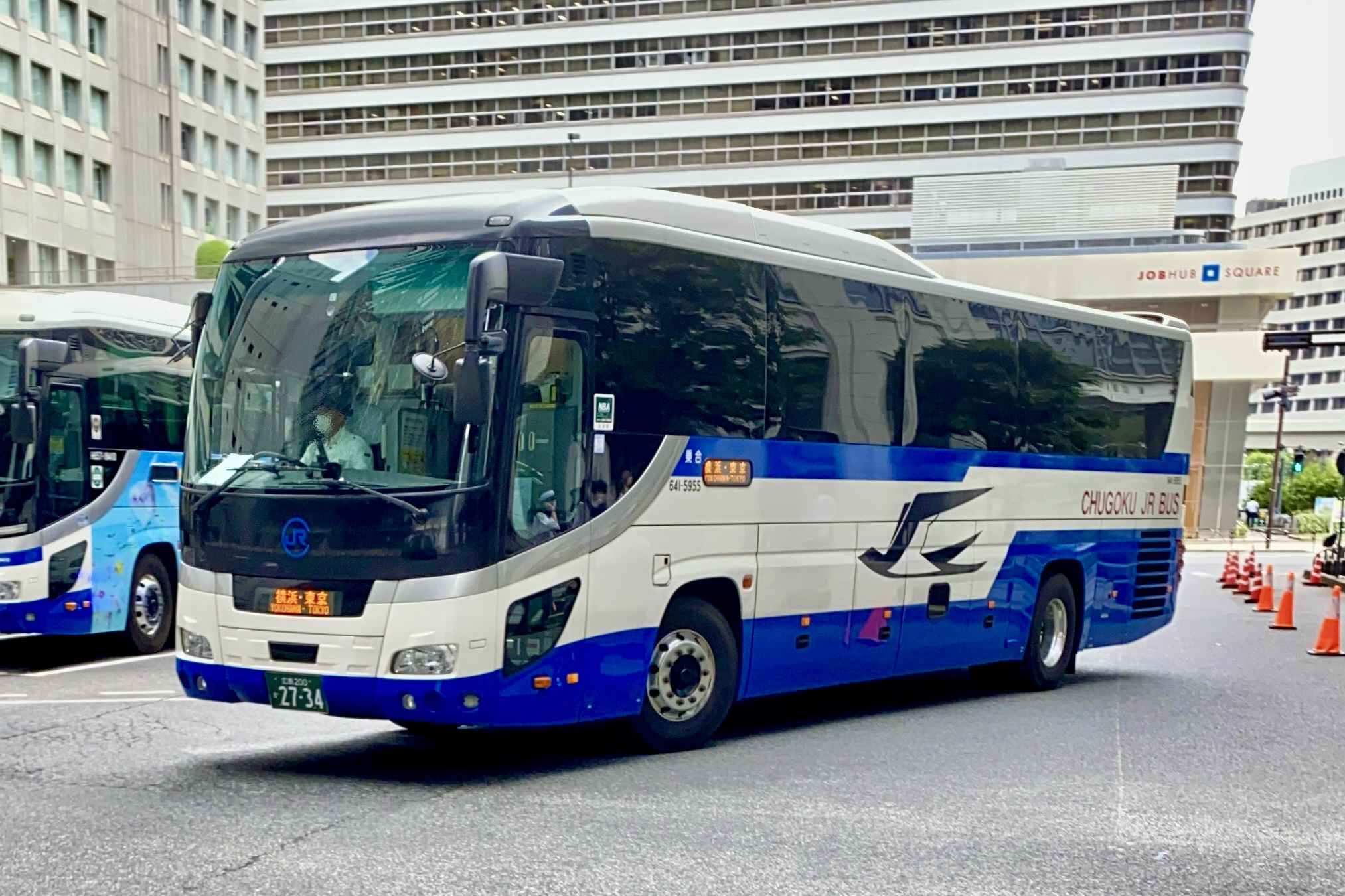
ドリーム岡山・広島号に使用される専用車。4列シートながら車両中央の床下にトイレを設けた仕様となっている。

### 概要
先述の『特別便』に加え、2014年7月に2015年5月までの期間限定の臨時夜行高速バス『ドリーム岡山・広島号』として中国ジェイアールバスが東京・横浜 - 岡山・広島間で運行を開始した。特別便と同様、運行期間初日の東京発と運行期間最終日の広島発は運行されなかった。
2017年3月より通年運行となった。
広島・岡山両支店がそれぞれ運行していたニューブリーズ号及びグランドリーム岡山号／グランドリーム横浜東京号の路線廃止により、事実上両路線の代替路線となっている。
2024年12月1日より、現在の『青春ドリーム岡山・広島号』に愛称を改めている。

### 運行会社
- JRバス中国
  - 広島支店と岡山支店が担当。各1名乗務。尚、運行開始当初は広島バスセンター　- 岡山駅西口間がワンマン運行、岡山駅西口より広島・岡山両支店による2名乗務となっていた。
    - 2021年7月23日から2021年10月27日まで東京駅 - JRバス関東東名三ヶ日支店間の運転業務を、2021年10月28日から2024年1月31日までは東京駅 - 道の駅もっくる新城 間の運転業務をジェイアールバステックに委託していた。

### 停車停留所
東京駅 - 横浜シティ・エア・ターミナル - 山陽インター - 岡山駅西口 - 広島駅新幹線口 - 広島バスセンター
- 太字は停車停留所。
- 東京駅は八重洲南口発、日本橋口着。

### 路線沿革
- 2014年（平成26年）7月17日 - この日の広島・岡山発から翌2015年（平成27年）1月13日（のち同年5月10日まで延長）の東京・横浜発までの期間限定で運行開始[25]。
- 2015年（平成27年）7月17日 - この日の広島・岡山発から翌2016年（平成28年）1月11日の東京・横浜発までの期間限定で運行再開[26]。
- 2016年（平成28年）
  - 3月17日 - この日の広島・岡山発から同年5月8日の東京・横浜発までの期間限定で運行再開[27]。
  - 7月14日 - この日の広島・岡山発から翌2017年（平成29年）3月31日の東京・横浜発まで運行予定とアナウンスされた[28]。
- 2017年（平成29年）3月 - 通年運行となる[29]。
  - 広島支店担当路線ではメイプルハーバー運行撤退以来の横浜乗り入れとなるほか、かつて岡山支店が運行していたグランドリーム岡山号／グランドリーム横浜東京号（京浜吉備ドリーム号から改称）の代替路線となっている。
- 2018年（平成30年）
  - 7月17日（上り）及び7月18日（下り）より平成30年7月豪雨の災害復旧のため運休[30]。
- 2021年（令和3年）
  - 7月23日 - 平成30年7月豪雨の災害復旧のため、運休だったドリーム岡山・広島号が運行を再開※ドリーム岡山・広島1号は運用の都合上、翌24日から運行。山陽インター停留所新設。また、東京・横浜-三ヶ日間をジェイアールバステックに業務委託。
  - 10月28日 - ジェイアールバス関東東名三ヶ日支店の閉鎖並びに新城支店開設により、運行経路を東名高速道路経由から新東名高速道路経由に変更し、乗継ぎ場所を浜松市三ヶ日から愛知県新城市の道の駅もっくる新城へと変更する。
- 2024年（令和6年）
  - 2月1日 - ダイヤ改正を実施。同時にジェイアールバステックへの業務委託を解除し再びツーマン運行となり、道の駅もっくる新城への立寄りを廃止する。
  - 12月1日 - この日の運行より路線愛称を「青春ドリーム岡山・広島号」に改称[31]。

### 車内設備
- 4列シート
- 電源コンセント

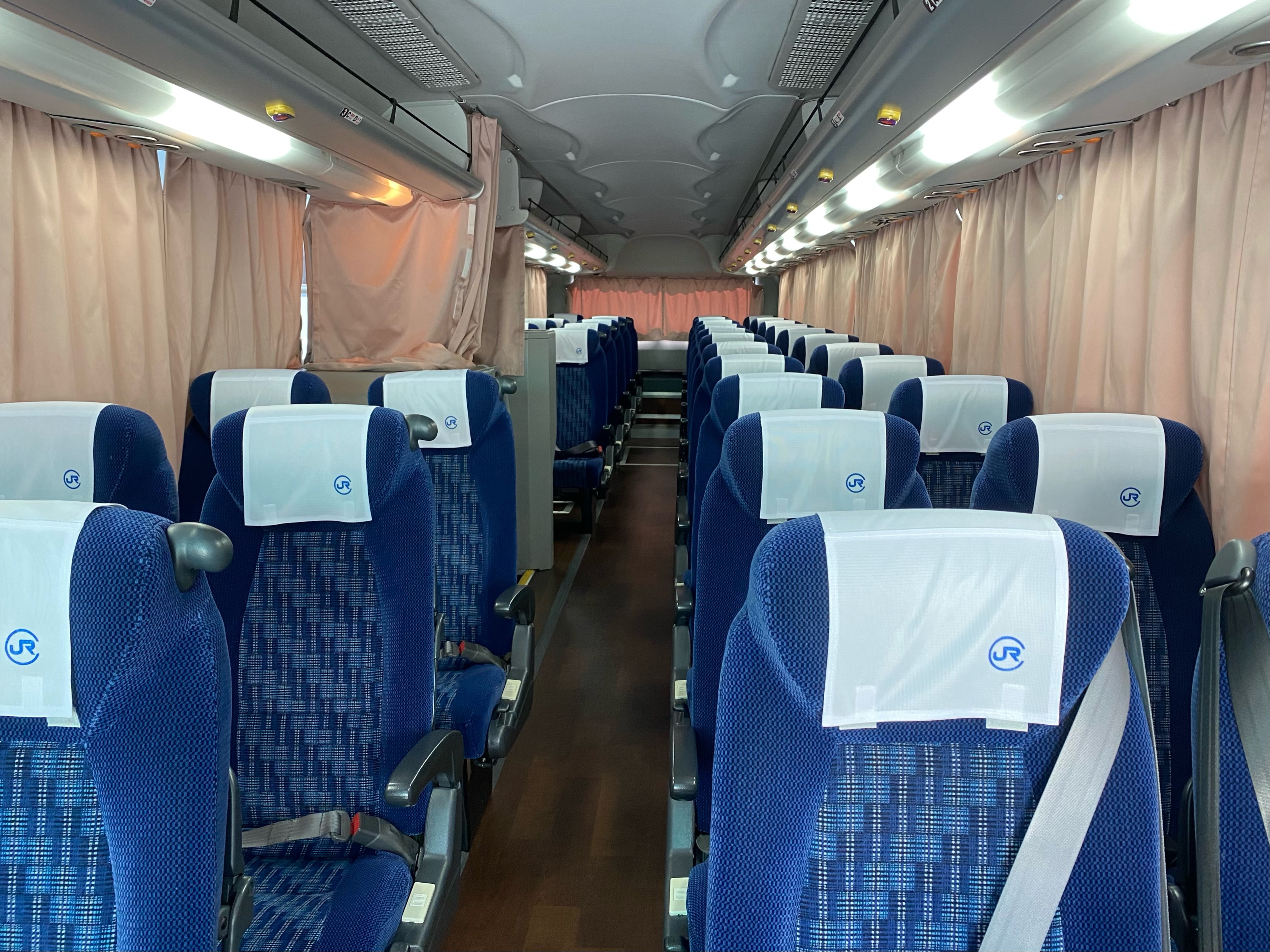
ドリーム岡山・広島号車内（641-5955）

- トイレ（運行開始当初はトイレに関するアナウンスは無かったが、実際にはトイレ付車両が使用されていた）

## グランドリームエクスプレス広島号

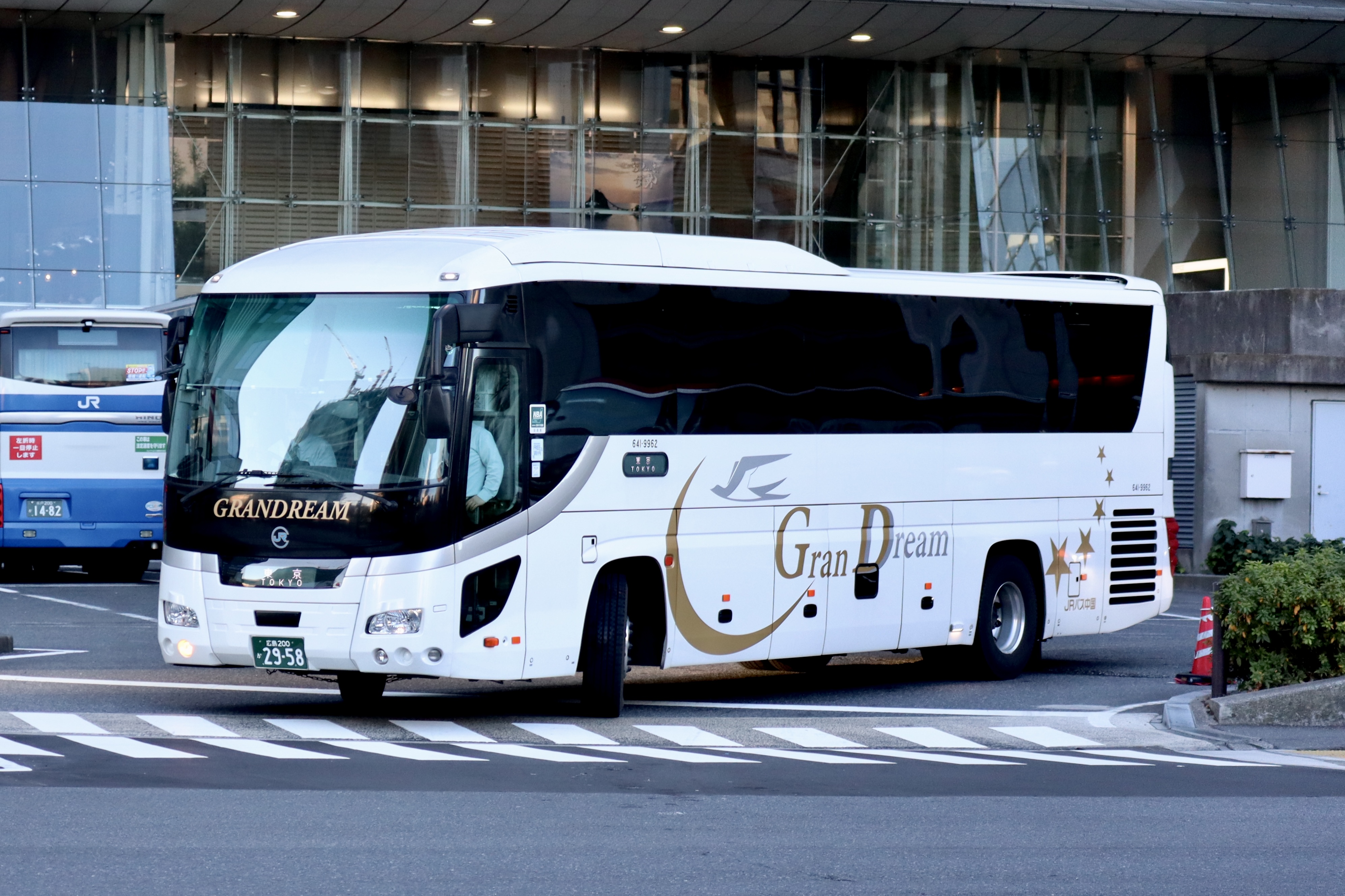
グランドリームエクスプレス広島号

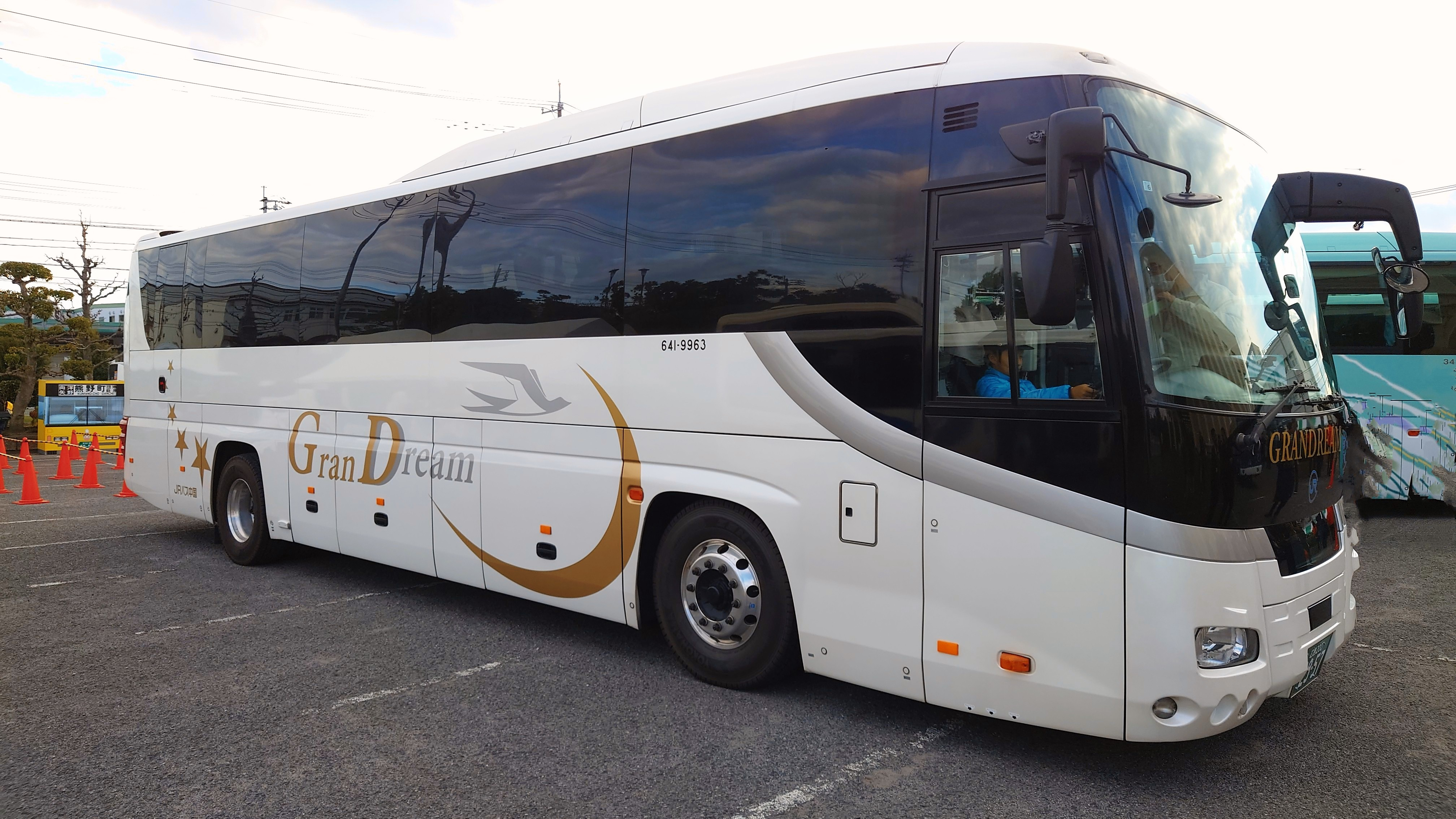
いすゞガーラＨＤ 641-9963（右サイドその1）

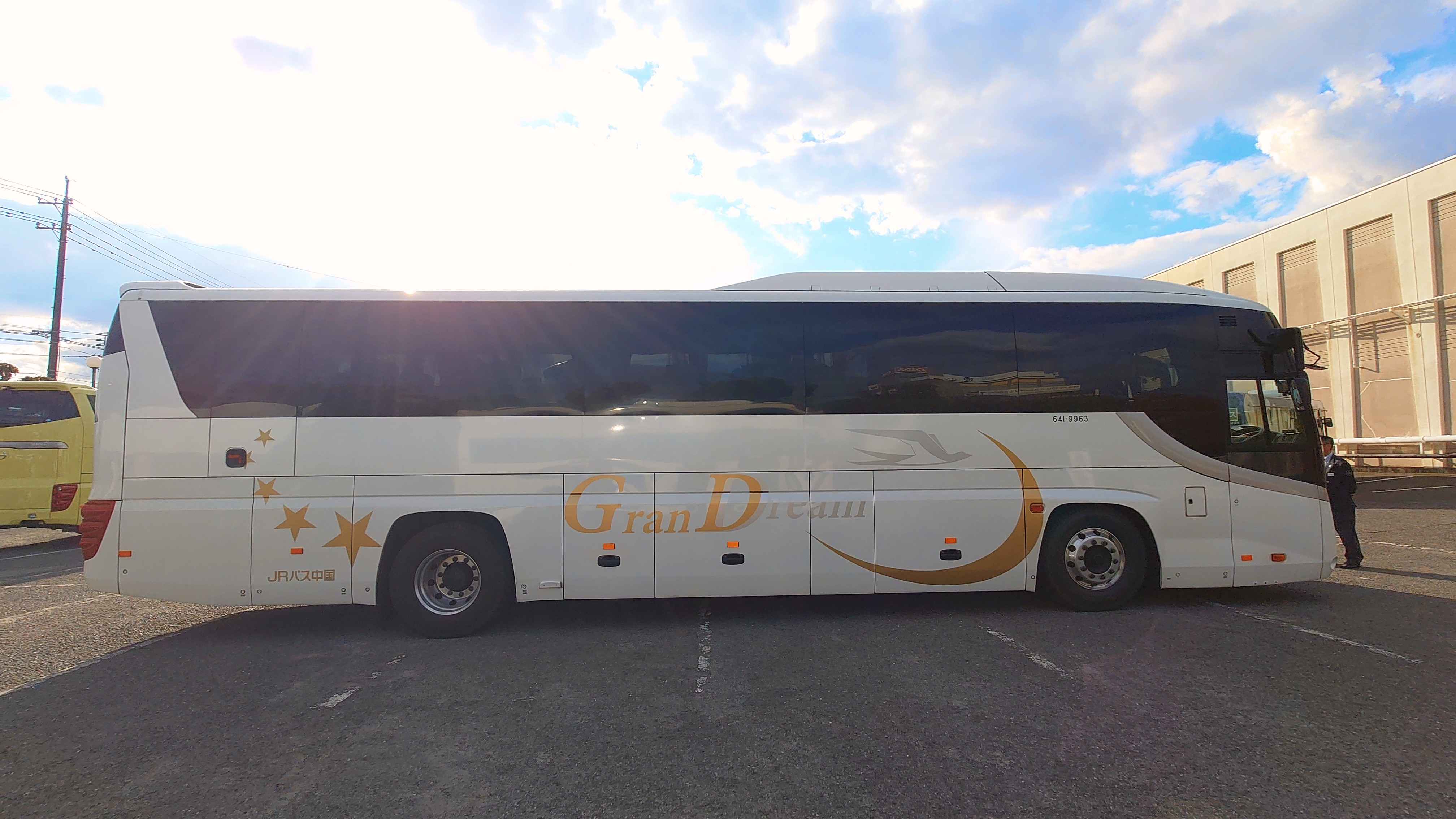
いすゞガーラＨＤ 641-9963（右サイドその2）

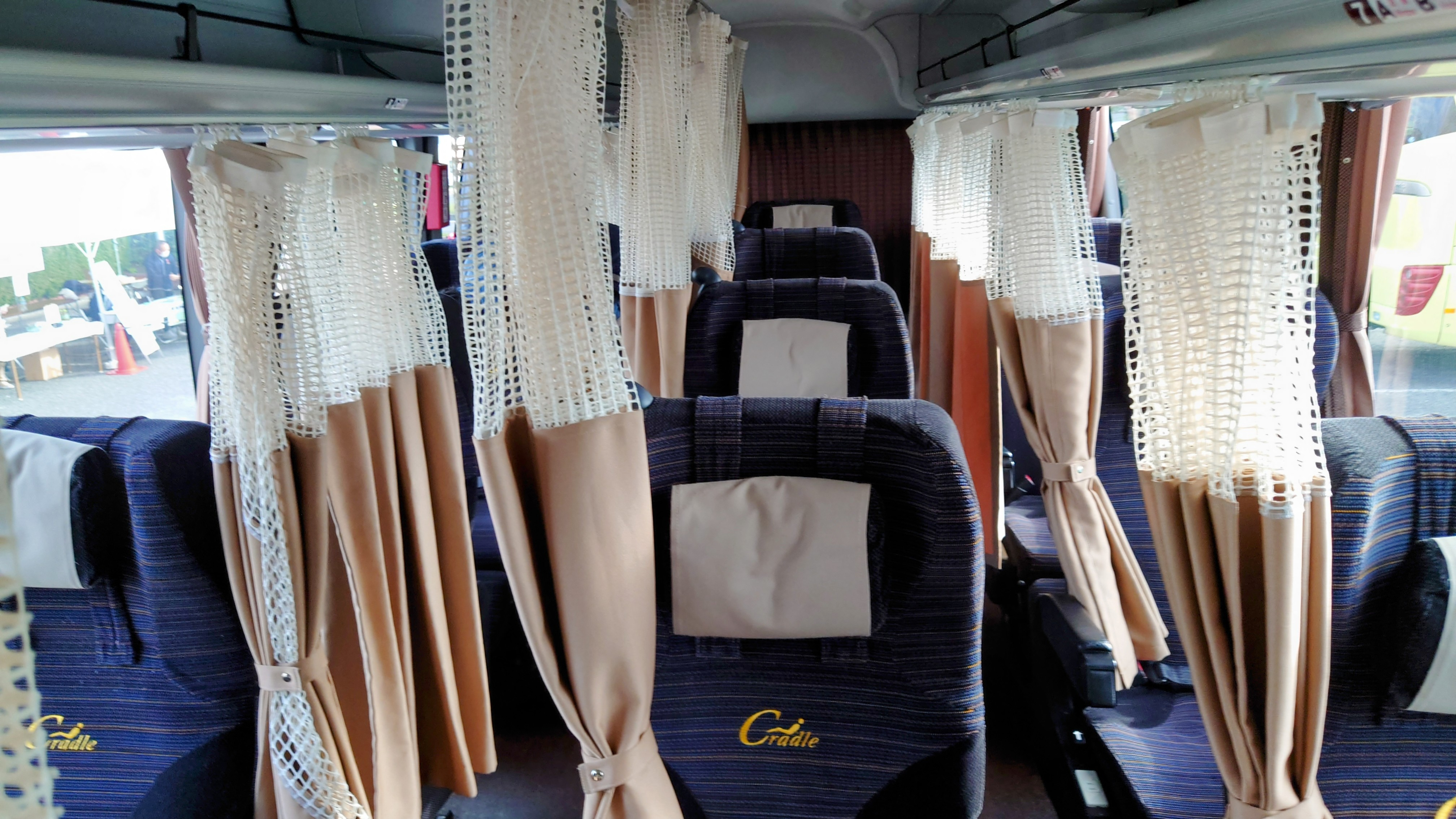
いすゞガーラＨＤ 641-9963（室内）

### 概要
先述の通りニューブリーズ号廃止以後は4列シートのドリーム岡山・広島号（現・青春ドリーム岡山・広島号）が運行されるのみであったが、近年の宿泊費高騰により夜行高速バスの需要が見込まれると予想され運行開始が決定した。ニューブリーズ号との違いとしては、JRバス中国の単独運行であることと、所要時間短縮のため東広島市内及びバスタ新宿を経由しないのが特徴である。

### 停車停留所
東京駅 - 広島駅新幹線口 - 広島バスセンター
- 太字は停車停留所。
- 東京駅は八重洲南口発、日本橋口着。

### 運行会社
- JRバス中国

### 路線沿革
- 2024年（令和6年）
  - 10月22日 - JRバス中国公式HPにて東京〜広島間を結ぶ新路線の運行が予告される。
  - 11月21日 - この日の上り東京行きより運行開始[33]。